# 荷之上町
荷之上町（にのうえちょう）は、愛知県弥富市の地名。

## 地理
弥富市旧弥富町北端部に位置する。東は西中地、西は五之三町、南は西中地・鯏浦町に接する。

## 歴史

### 町名の由来
木曽川の支流のひとつであった二ノ江の砂州であったことによる。また、平治の乱で敗走した源義朝が船の荷を上げたことに由来するという伝説も残る。

### 人口の変遷
国勢調査による人口および世帯数の推移。
| 1995年（平成7年）  | 487世帯 1688人 |  |
| 2000年（平成12年） | 485世帯 1613人 |  |
| 2005年（平成17年） | 497世帯 1568人 |  |
| 2010年（平成22年） | 522世帯 1531人 |  |
| 2015年（平成27年） | 513世帯 1460人 |  |

### 沿革
- 江戸時代は尾張国海西郡の尾張藩領佐屋代官所支配の荷之上村として所在[2]。
- 1889年（明治22年） - 市腋村大字荷之上となる[2]。
- 1906年（明治39年） - 弥富町大字荷之上となる[2]。
- 2006年（平成18年）4月1日 -  弥富市荷之上町となる[WEB 9]。

## 交通
- 東名阪自動車道弥富インターチェンジ[1]
- 愛知県道40号名古屋蟹江弥富線[1]
- 国道155号[1]

## 施設
- 農村多目的センター[1]
- 真宗大谷派光蓮寺[1]
- 神道誠教会[1]
- 天理教日真分教会[1]
- 八幡神社[1]
- 服部家住宅（国重要文化財）[1]

## 史跡
- 荷上山興善寺跡[2]

### WEB
1. ↑  総務省統計局 (2017年1月27日). “平成27年国勢調査の調査結果(e-Stat) - 男女別人口及び世帯数 －町丁・字等” (CSV). 2021年7月21日閲覧。
2. ↑  “愛知県弥富市の郵便番号一覧”.   日本郵便. 2022年12月12日閲覧。
3. ↑  “市外局番の一覧” (PDF).   総務省 (2022年3月1日). 2022年3月22日閲覧。
4. ↑  総務省統計局 (2014年3月28日). “平成7年国勢調査の調査結果(e-Stat) - 男女別人口及び世帯数 －町丁・字等” (CSV). 2021年7月20日閲覧。
5. ↑  総務省統計局 (2014年5月30日). “平成12年国勢調査の調査結果(e-Stat) - 男女別人口及び世帯数 －町丁・字等” (CSV). 2021年7月20日閲覧。
6. ↑  総務省統計局 (2014年6月27日). “平成17年国勢調査の調査結果(e-Stat) - 男女別人口及び世帯数 －町丁・字等” (CSV). 2021年7月21日閲覧。
7. ↑  総務省統計局 (2012年1月20日). “平成22年国勢調査の調査結果(e-Stat) - 男女別人口及び世帯数 －町丁・字等” (CSV). 2021年7月21日閲覧。
8. ↑  総務省統計局 (2017年1月27日). “平成27年国勢調査の調査結果(e-Stat) - 男女別人口及び世帯数 －町丁・字等” (CSV). 2021年7月21日閲覧。
9. ↑  弥富市役所 総務部 総務課 行政グループ (2015年2月19日). “弥富市住所一覧  旧弥富町” (pdf).   弥富市. 2023年4月5日閲覧。[リンク切れ]

### 書籍
1. 1 2 3 4 5 6 7 8 9 10 11  「角川日本地名大辞典」編纂委員会 1989, p. 1900.
2. 1 2 3 4 5 6  「角川日本地名大辞典」編纂委員会 1989, p. 1026.